# 蛇吻
《蛇吻》是一部由拉卡特·瓦西卡查特执导，The One Enterprise巨资制作，婉娜拉·宋提查、诺拉帕特·维莱芬、娜塔雅·通森、查莉塔·苏安珊及卡诺查·姆亚丹主演的泰国奇幻爱情剧。此剧于2020年2月10日起每周一晚上8时10分在泰国One 31播出，并于同年3月26日播毕，后于2020年4月11日起每周六、周日上午10时15分在泰国One 31重播。此剧播出后反响褒贬不一。

## 剧情简介
女蛇神Anawadee凄美的爱情故事引发的一场跨世界复仇。

## 演员阵容

### 主要演员
- 婉娜拉·宋提查 饰演 Anawadee女蛇神 / Anyanee

守护Phaya Ngu洞穴宝藏的女蛇神。一天，她爱上了Chaiyawong王子。所以她违抗了天法，幻身凡人，希望这样能与Chaiyawong王子相爱。
- 诺拉帕特·维莱芬 饰演 Chaiyawong王子 / Sarut
- 娜塔雅·通森 饰演 Maneewan / Yaimai
- 查莉塔·苏安珊 饰演 Kharmyardfa / Richa
- 卡诺查·姆亚丹 饰演 Pattawee警官

### 其他演员
- 盟帝·简安宋 饰演 Chukiat
- 乌通蓬·希拉潘 饰演 眼镜王蛇女神
- 普塔里·普隆班丹 饰演 Chatchai长老
- 玛郁琳·彭普潘 饰演
- 苏普拉妮·查伦波 饰演 Chao Nang Kaew Phimpha / Nitra
- 吉迪鹏·普洛帕拉达朋 饰演 Konchakit
- 娜彩亚·蒙尼米特 饰演 Morakod，Anawadee女蛇神的仆人[5]
- 波尔杰特·坎菲特 饰演 Pha Kang长老 / Luang Pu Pha

### 客串演员
- 阿提瓦·萨尼翁·那·阿育他亚
- 萨卡拉特·叻塔姆荣 饰演 Ming教授
- 瓦卡拉猜·顺通西里 饰演 Korn医生

## 制作
2019年10月，剧组参加了祭拜仪式。
电影的开场场景是在位于武里南府巴坤猜县的孟潭寺取景，拍摄用时2天。场景由70多名演员和剧组人员一同布置，所有演员都身着传统的黄铜色泰式服装，拍摄开始前，娜塔雅·通森参加舞蹈培训课程以便能够获得专业老师的指导。

## 反响
虽然此剧取得不俗的收视成绩，但是大部分观众认为剧本不好，婉娜拉·宋提查饰演的女主没有“女主光环”。